# گرو سیتی (مینه‌سوتا)
گرو سیتی، مینه‌سوتا (به انگلیسی: Grove City, Minnesota) یک شهر در ایالات متحده آمریکا است که در شهرستان میکر، مینه‌سوتا واقع شده‌است.

## خصوصیات
گرو سیتی ۱٫۹۲ کیلومترمربع مساحت و ۶۳۵ نفر جمعیت دارد و ۳۶۳ متر بالاتر از سطح دریا واقع شده‌است.